# Biosfeerreservaat Visimski
Biosfeerreservaat Visimski (Russisch: Висимский государственный природный биосферный заповедник) is een strikt natuurreservaat gelegen in de oblast Sverdlovsk in het Oeralgebergte, op de grens van Europa en Azië. De oprichting tot zapovednik vond plaats op 6 juli 1971 per decreet (№ 363/1971) van de Raad van Ministers van de Russische SFSR. Op 10 november 2001 werd het reservaat toegevoegd aan de lijst van biosfeerreservaten onder het Mens- en Biosfeerprogramma (MAB) van UNESCO. Biosfeerreservaat Visimski heeft een oppervlakte van 335,09 km². Ook werd er een bufferzone van 461,1 km² ingesteld.

## Kenmerken
Biosfeerreservaat Visimski is gelegen in de Centrale Oeral, waarbij het grootste deel van het reservaat binnen Europa valt en een kleiner deel in Azië ligt. Het reservaat varieert qua hoogte ongeveer tussen de 400 en 700 meter boven zeeniveau. Het hoogste punt wordt gevormd door de Bolsjoj Soetoek (699 m). In de bufferzone van het reservaat wordt de Bolsjoj Soetoek overtroffen door de Starik-Kamen (754 m). Beide pieken bevinden zich echter beneden de boomgrens.
Een groot deel van het reservaat bestaat uit onaangeraakte bergtaiga. Hierin zijn de Siberische spar (Picea obovata) en Siberische zilverspar (Abies sibirica) de belangrijkste bosvormende soorten. Ook zijn er enkele hooilanden en secundaire bossen in het gebied.

## Dierenwereld
De fauna in het reservaat is kenmerkend voor de Centrale Oeral met diersoorten als eland (Alces alces), wild zwijn (Sus scrofa), Siberisch ree (Capreolus pygargus), wolf (Canis lupus), Siberische grondeekhoorn (Tamias sibiricus), bruine beer (Ursus arctos), bever (Castor fiber) en noordse vleermuis (Eptesicus nilssoni). Vogelsoorten die er broeden zijn bijvoorbeeld het korhoen (Lyrurus tetrix), auerhoen (Tetrao urogallus), hazelhoen (Tetrastes bonasia), wintertaling (Anas crecca), grote zaagbek (Mergus merganser) en vele zangvogels, waaronder de grauwe fitis (Phylloscopus trochiloides) en kruisbek (Loxia curvirostra). Onder de vissen is de vlagzalm (Thymallus thymallus) het meest interessant, een indicatorsoort voor water van goede kwaliteit.